# Nan Cuz
Pour les articles homonymes, voir Cuz.
Nan Cuz (née Irmgard Heinemann Cuz  le 4 janvier 1927 à Secoyocte et morte le 11 novembre 2019 à Panajachel,) est une artiste-peintre germano-guatemaltèque.

## Biographie
Nan Cuz naît en 1927 à Secoyocte, dans le municipio de Senahú à Alta Verapaz, au Guatemala. Sa mère est Q'eqchi' Maya, son père allemand.
Elle passe les premières années de sa vie avec sa mère et sa grand-mère sur une plantation de café dans la jungle d'Amérique centrale. Son père est rentré en Allemagne et s'y est marié. La future belle-mère de Nan l'a amenée en Allemagne à l'âge de sept ans pour lui donner une bonne éducation scolaire. L'accord prévoyait qu'elle retournerait auprès de sa mère biologique après avoir terminé ses études, ce qui a été empêché par la Seconde Guerre mondiale et ses conséquences.
Son père est un photographe accompli et lui a enseigné le métier, mais Cuz s'est rapidement mise à peindre des portraits. En 1950, elle épouse le peintre et auteur Georg Schäfer, qu'elle a rencontré grâce à leur intérêt commun pour la parapsychologie. Son mari a inspiré et motivé Cuz à exprimer ses souvenirs d‘enfance dans l'art.
Après avoir obtenu une reconnaissance artistique en Europe, elle a également reçu une invitation de l'épouse du président guatémaltèque, Julio César Méndez Montenegro, en 1968. Le couple a alors décidé de s'installer au Guatemala avec leurs deux enfants en 1973. À Panajachel, ils ont ouvert le centre d'art La Galería Nan Cuz, qui est maintenant géré par le fils de Cuz, Thomas Schäfer.
Schäfer et Cuz se sont séparés en 1978. Un an plus tard, Nan Cuz a rencontré Horst Köhler, qu'elle a épousé et avec qui elle a vécu jusqu'à sa mort en 1995.
Nan Cuz meurt à l'âge de 92 ans le 11 novembre 2019 à Panajachel, au Guatemala.

## L’œuvre artistique
Les impressions indélébiles de son enfance - le pouvoir rayonnant du soleil, la relation étroite avec les animaux, avec la végétation toujours parfumée, et enfin et surtout avec sa mère - avaient laissé à Nan Cuz un désir ardent qui exigeait de s'exprimer.
Les scènes et les couleurs de son pays natal étaient profondément ancrées dans sa psyché et lui apparaissaient dans des rêves et des visions, qu'elle a commencé à exprimer dans son art en 1950.
Nan Cuz a créé des scènes dans lesquelles dominent des motifs du monde des mythes et des légendes de la vie quotidienne maya.
Elle a utilisé diverses techniques, dont la peinture en relief et la sérigraphie dans des œuvres caractérisées par des couleurs intenses. Son intérêt pour les religions du monde, en particulier pour la cosmovision maya et le bouddhisme, est particulièrement évident dans ses œuvres ultérieures, qui traitent principalement de sujets d'inspiration spirituelle.
À partir de 1957, Nan Cuz expose dans de nombreux sites européens importants, dont le Museum der Völkerkunde, Hambourg (1960), l'Übersee-Museum, Brême (1961), la galerie Stenzel, Munich (1961), la galerie d'art Meyers, Esbjerg (1963) et la galerie Commeter, Hambourg (1965).
En 1968, le livre de Nan Cuz et Georg Schäfer In the Kingdom of Mescal est publié, un conte de fées illustré pour adultes basé sur le folklore indigène guatémaltèque. Il atteint rapidement le statut de culte au sein du mouvement hippie et a ensuite été traduit en plusieurs langues.

## Filmographie
- Brennende Feder. Sehendes Herz - Nan Cuz, eine deutsch-indianische Malerin. Regie: Anja Krug-Metzinger, Radio Bremen/Arte, 2008